# Jan Heřmánek
Jan Heřmánek, född 28 maj 1907 i Dolní Lhota, död 13 maj 1978 i Prag, var en tjeckoslovakisk boxare.
Heřmánek blev olympisk silvermedaljör i mellanvikt i boxning vid sommarspelen 1928 i Amsterdam.